# Jeanne Mas
Pour les articles homonymes, voir Mas.
Jeanne Mas, née le 28 février 1958 à Alicante, en Espagne, est une auteure-compositrice-interprète, écrivain française. Elle a enregistré vingt albums studio et un album live.

## Biographie

### Premiers pas
Née en Espagne, elle passe son enfance entre Garches et Vaucresson (Hauts-de-Seine). Elle connait « une enfance difficile ».
À 18 ans, Jeanne Mas s'inscrit à l'université Paris-X à Nanterre, pour y étudier l'espagnol et l'italien, et suit parallèlement des cours de danse, de chant et de piano. L'année suivante, elle abandonne ces activités pour partir en Italie. Elle y signe un premier contrat avec la maison de disques RCA, qui publie son premier 45 tours, On the Moon en 1978. Elle monte un groupe punk, fait des pubs télé, devient speakerine de la chaîne privée Uomo TV et comédienne.
En 1983, elle signe avec Columbia Records.

### Années de gloire
C'est en 1984 que Jeanne Mas connaît le succès en France grâce à son titre Toute Première Fois, dont elle écrit les paroles (elle est d'ailleurs auteure de tous les textes de ses chansons). La chanteuse va ensuite enchaîner les tubes tout au long des années 1980, dont Johnny, Johnny en 1985. Classé no 1 au Top 50, ce single suit de peu la sortie de son premier album Jeanne Mas, dont elle signe tous les textes ; Romano Musumarra en est le principal compositeur. Jeanne Mas collabore également avec Daniel Balavoine et Andy Scott qui se chargent de la réalisation artistique de deux titres : le tube Cœur en stéréo et Oh mama. La même année, elle chante pour la première fois sur la scène de l'Olympia à Paris. Alors que son spectacle est prolongé, elle remporte deux Victoires de la musique en 1985 à leur création : Révélation variétés de l'année et interprète féminine de l'année.
Au printemps 1986, elle confirme son statut de nouvelle idole avec son deuxième album, Femmes d'aujourd'hui, dont sont extraits les tubes En rouge et noir, L'Enfant et Sauvez-moi (premier clip dont la chanteuse signe la réalisation). Elle est la première artiste à être simultanément en tête du Top 50 et du Top Albums en juillet 1986. La même année, un sondage de Paris Match la classe numéro un des chanteuses françaises d'alors. Elle s'offre ensuite une tournée de quatre-vingt dates et une semaine au Palais des sports. Un double-album « live » et une vidéo paraissent en 1987, ainsi qu'un single, La Bête libre, également classé au Top 50.
À la même époque, elle lance en magasins une ligne de chaussures dessinées par elle-même et produites par le groupe Labelle.
En 1988, alors qu'elle fait une pause pour mettre au monde une petite fille, l'artiste s'indigne publiquement à la suite de la récidive d'un violeur d'enfants : elle écrit une lettre au président de la République François Mitterrand, dans laquelle elle demande des peines plus sévères contre les délinquants à caractère sexuel. Certains médias l'accusent alors de militer pour le rétablissement de la peine de mort, qu'elle ne réclame pourtant pas, malgré des propos ambigus tenus dans certaines émissions. Par la suite, elle déclarera être contre la peine de mort, et ne pas avoir reçu de réponse du président.
Jeanne Mas revient sur le devant de la scène début 1989 avec un album aux textes plus engagés, Les Crises de l'âme, qui se classe no 1 en France et enregistre des ventes correctes, loin toutefois des scores du précédent album. Le premier single, Y'a des bons…, sera d'ailleurs le dernier titre de la chanteuse classé au Top 50. Côté compositions, on découvre que Romano Musumarra ne fait plus partie de son équipe artistique. Elle devient cette même année la première artiste féminine française à se produire à Bercy et ce pendant quatre soirs (Bercy 1989). En revanche, la tournée qui devait suivre ces concerts est annulée.

### Déclin et renouveau
Sorti fin 1990, l'album L'Art des femmes passe plutôt inaperçu. Cependant, la première compilation de Jeanne Mas qui paraît en 1991, Depuis la toute première fois, est un succès couronné d'un disque d'or. En 1992, après avoir quitté la maison de disques de ses débuts, EMI, pour AB Productions, Jeanne Mas, mère d'un deuxième enfant, revient avec l'album Au nom des rois. Elle se produit alors au Casino de Paris du 23 au 25 septembre 1993 et part ensuite en tournée pour une vingtaine de dates[réf. souhaitée].
Après une pause, elle surprend son public en 1996 avec Jeanne Mas et les Égoïstes, un album très rock (édité par le label Arcade) qui est un échec commercial[réf. souhaitée].

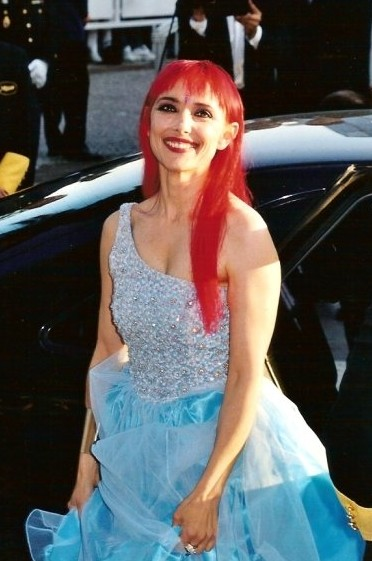
Jeanne Mas au Festival de Cannes 2001.

En 2000, elle signe chez XIII Bis, un label indépendant, qui lui permet de sortir l'album Désir d'insolence et de remonter sur la scène de l'Olympia le 22 mai 2001. À l'occasion de ce concert, elle sort un mini-album de sept titres au tirage limité (5 000 exemplaires), Je vous aime ainsi. En 2003, sort Les Amants de Castille, un album-concept sur le thème du Cid de Corneille, dans lequel elle reprend la chanson Chimène (signée René Joly (chanteur) et Gérard Manset). Un projet de comédie musicale est envisagé mais finalement abandonné[réf. souhaitée].
Après une apparition dans les séries Malone et L'Instit, elle se produit en 2004, en partenariat avec le journal La Montagne, dans le centre de la France pour la tournée d'été de celui-ci, donnant vingt-huit concerts de juillet à août. L'année 2004 marque également ses vingt ans de carrière. À cette occasion, la chanteuse revient vers la maison de disques de ses débuts et sort une nouvelle compilation. Elle se produit également le 27 septembre 2004 à l'Espace Pierre-Cardin, et le 8 janvier 2005 au Casino de Paris. En 2005, elle part vivre aux États-Unis avec ses deux enfants, y partage son temps entre sa société de production cinématographique de courts métrages, Rock and Movies, l’écriture de pièces de théâtre, d'albums et quelques concerts de temps en temps en France.
En juillet 2006, paraît Más allí más allá, titre interprété en espagnol et remixé par DJ Esteban, extrait de l'album The Missing Flowers. En janvier 2007, le titre Un air d'Argentine est publié en maxi 45 tours. Parallèlement, elle lance un concept « disco-dance » pour le marché américain sous le pseudonyme LaBlonde, avec le single On a summer day. Le 5 novembre 2007, sort une compilation My 80's, regroupant ses plus grands succès des années 1980 dans des versions rares étrangères et remixées (Toute première fois, En rouge et noir...), ainsi que des titres moins connus des années 1990 (C'est pas normal, Dors bien Margot, Shakespeare)..
L'année 2008 signe le retour sur scène de Jeanne Mas, tout d'abord en tant qu'invitée d'honneur le 17 mai à la RFM Party 80 au Stade de France mais également du 25 au 28 juin au Trianon à Paris, dans un nouveau spectacle conçu autour de son onzième album, Be West. Tandis qu'elle remplit l'Olympia les 16 et 17 mai 2009, la promotion se recentre sur l'exploitation de l'album The Missing Flowers : tout d'abord avec une version remix de l'album (The Missing Flowers Reloaded, agrémentée de sept inédits sous le titre Divas Wanted), puis par une édition double CD (comprenant l'album original ainsi que des titres et des remixes parus uniquement sur des supports maxi) qui est distribuée en Europe sous le titre The flowers collection.
En 2010, elle est engagée avec ses musiciens pour la tournée RFM Party 80. Elle ne s'y produira cependant que dix fois à la suite d'un désaccord avec l'un des organisateurs.
Le 7 juillet 2011, Jeanne Mas publie son treizième album, Bleu Citron, porté par le single Les Dimanches et bien accueilli par la critique.
En 2012, elle sort l'album Made in France, qui reçoit un accueil plus mitigé[réf. nécessaire]. Suivent le single Il pleut des lunes en fin d'année, et le EP dance Gil avec DJ Esteban. Le 24 octobre 2012, elle fait une apparition dans le film Stars 80, qui retrace l'histoire des deux producteurs de la tournée RFM Party 80.
Le 12 avril 2014, un nouvel album baptisé H2-EAU est proposé en avant-première sur son site officiel, porté par le single Pablo. Le 17 octobre, elle se produit aux Folies Bergère dans un spectacle intitulé Toute première fois aux Folies Bergère.
Le 18 février 2016, elle publie son premier livre aux éditions Michel Lafon, Ma vie est une pomme, Laissez-vous tenter par le végétarisme, dans lequel elle confie être devenue végétarienne il y a vingt-quatre ans puis vegan.
Début 2017, elle annonce sur son compte Twitter la sortie le 4 mars de son seizième album PH avec un premier extrait Slash & moi. En avril, Jeanne déclare s’être inspirée de Kate Bush dans l'élaboration de la vidéo de sa chanson.
En mars 2018, elle commercialise sur Internet son manuscrit de la pièce Rue des Songes, adaptation théâtrale du court métrage La Lettre. En novembre, elle revient avec un CD cinq titres, Autrement, incluant Une autre histoire, une reprise du chanteur Gérard Blanc. Elle propose ensuite le titre Poupée Psychédélique, une reprise du chanteur Thierry Hazard.
En mai 2019, l'artiste publie sa première biographie officielle Réminiscences chez Flammarion, une compilation triple CD (Warner Music) ainsi qu'un nouvel album de reprises, Goodbye, je reviendrai. Elle est également l'invitée exceptionnelle du spectacle Stars 80 au Stade de France le 18 mai et au Groupama Stadium de Lyon le 1er juin.
Fin octobre 2019, elle propose un nouveau single, J'avance. Le 17 novembre, elle publie l'ouvrage Hugo, végan en herbe, les bases du véganisme expliquées aux adolescents (auto-édité).
Le 13 mars 2020, elle publie un nouvel album, Love, porté par un deuxième extrait, Cruel. L'album se classe 38ème des ventes officielles de CD physiques en France le 20 mars 2020.
Trois autres extraits sont proposés pour promouvoir l'album : Écris-moi, Annabelle et L'Artiste en version Love remix[Quoi ?].
Pour la quatrième fois de sa carrière, Jeanne Mas devait retrouver la scène de l'Olympia en 2020 avant une tournée de dix dates en France et en Belgique avec Cheyenne Productions. Mais le contexte sanitaire lié à la Covid et la difficulté à transférer la chanteuse depuis les Etats-Unis ont conduit la production à annuler l'ensemble des dates après plusieurs tentatives de report en 2020 et 2021.
Warner Music publie le 6 septembre 2020 un Best of, Jeanne Mas Collection, en format vinyle (rose) tandis qu'est annoncée pour le 23 octobre la sortie de Maxi Love qui propose des remixes de l'album Love.
Le 16 juillet 2021, Warner Music France propose un nouveau remix de la chanson Johnny Johnny réalisé par Young Pulse.
En septembre 2021, Jeanne Mas annonce la sortie, le 4 novembre, d'un nouvel album de 12 titres intitulé Sapore di amore[réf. souhaitée] qui verra sa version Maxi diffusée en avril 2022. Au cours de l'année 2022, Jeanne Mas est de retour sur scène à l'affiche des Folies Bergère à Paris, suivi d'une tournée acoustique, puis au Théâtre de la Tour Eiffel.[réf. nécessaire]
En 2023, Jeanne Mas propose deux nouveaux titres Je passe et Dernière song, extraits de l'album Phosphore à paraître en digital puis en version CD et en version remixes.[réf. nécessaire]. Dans la foulée, 3 concerts au Casino de Paris, à l'occasion de ses 40 ans de chansons, sont programmés du 15 au 17 février 2024 et affichent complet.
À la suite de ce succès, Jeanne Mas annonce 4 concerts supplémentaires au Trianon (Paris) du 27 février au 2 mars 2025 qui se jouent à guichets fermés et une tournée de 13 dates en France et en Belgique. Elle annonce par ailleurs que cette tournée sera sans doute sa dernière et qu'elle sera l'occasion de faire ses au revoir au public.
En novembre 2024, Jeanne Mas annonce la sortie d'un nouvel album Mon Elix à paraître le 6 décembre. 3 singles sont proposés dans la foulée : Nous, Les vieux amants et Andalouses.[réf. nécessaire].
Le 14 février 2025, elle est sur la scène des 40e Victoires de la musique pour remettre la Victoire de la révélation féminine, 40 ans après avoir elle-même obtenu ce prix.
Au cours de l'été 2025, elle annonce une nouvelle date parisienne au Grand Rex le 2 mai 2026.

### Engagements
Jeanne Mas est végane depuis 2012. Après avoir publié en 2016 Ma vie est une pomme, « un livre qui défend le végétarisme », elle publie en 2022 Générations Vegan, livre qui comprend des recettes végétaliennes de son fils Christopher ainsi que des conseils pour les personnes se ralliant dans le véganisme,. Elle est également très impliquée dans la protection animale et s'est régulièrement engagée pour les droits des femmes.

### Vie privée
Jeanne Mas a deux enfants : la romancière Victoria Mas (née en 1987) qui, après avoir été assistante de production, scripte et photographe de plateau dans le domaine du cinéma, publie le 21 août 2019 son premier roman Le bal des folles chez Albin Michel, et Christopher Mas (né en 1992), ingénieur du son dans le milieu du cinéma,.
En 2007, elle déclare, dans l'émission C'est au programme présentée par Sophie Davant, être en couple avec Ronn Moss, acteur ayant joué dans la série américaine Amour, gloire et beauté.
En 2014, elle confie, sur le plateau de Salut les Terriens ! de Thierry Ardisson, avoir déjà eu des relations avec des femmes.

## Discographie

### Albums
- 1985 : Jeanne Mas
- 1986 : Femmes d'aujourd'hui
- 1987 : Jeanne Mas en concert
- 1989 : Les Crises de l'âme
- 1990 : L'Art des femmes
- 1992 : Au nom des rois
- 1996 : Jeanne Mas et les Égoïstes
- 2000 : Désir d'insolence
- 2001 : Je vous aime ainsi
- 2003 : Les Amants de Castille
- 2006 : The Missing Flowers
- 2008 : Be West
- 2009 : 7 nights (sous le pseudonyme LaBlonde)
- 2010 : Divas Wanted
- 2011 : Bleu citron
- 2012 : Made in France
- 2014 : H2-EAU
- 2017 : PH
- 2019 : Goodbye, je reviendrai
- 2020 : Love
- 2020 : Maxi Love
- 2021 : Sapore di amore
- 2022 : Sapore di amore Maxi
- 2023 : Phosphore
- 2023 : Phosphore #2
- 2023 : Phosphore RMX
- 2024 : Mon Elix

### Mini-albums en EP
- 2016 : Need Your Love
- 2018 : Autrement

### Participations
- 1998 : Ils chantent Jacques Dutronc, Éditions Atlas
- 1998 : Ils chantent Daniel Balavoine, Éditions Atlas
- 1998 : Ils chantent Berger, Éditions Atlas
- 1998 : Ils chantent Francis Cabrel, Éditions Atlas
- 1998 : Ils chantent Alain Souchon, Éditions Atlas
- 1998 : Ils chantent Julien Clerc, Éditions Atlas
- 2004 : Le Cœur des Femmes - Association Laurette Fugain

## Concerts
- Olympia 1985
- Palais des Sports 1986
- Bercy 1989
- Casino de Paris 1993
- Olympia 2001
- Espace Cardin 2004
- Casino de Paris 2005
- Trianon 2008
- Olympia 2009
- Folies Bergère 2014
- Folies Bergère 2022
- Théâtre de la Tour Eiffel 2022
- Casino de Paris 2024
- Trianon 2025
- La tournée des 40 ans
- Grand Rex 2026

## Filmographie

### Cinéma
- 1978 : Porca società de Luigi Russo
- 1979 : Cher papa (Caro papà) de Dino Risi : Une fille à la fête
- 1981 : Ricomincio da tre de Massimo Troisi : Jeanne
- 1983 : Il cavaliere, la morte e il diavolo de Beppe Cino : Patty
- 2012 : Stars 80 de Frédéric Forestier et Thomas Langmann : Elle-même
- 2017 : Stars 80, la suite de Thomas Langmann : Elle-même

### Télévision
- 1975 : Le Comte de Monte-Cristo (The Count of Monte-Cristo) de David Greene
- 2003 : Malone (série télévisée) : Mme Godet
- 2004 : L'Instit (série télévisée) : Isabelle
- 2012 : Danse avec les stars (divertissement) : chanteuse pour le groupe Tango le 21/1

## Clips
- Johnny, Johnny
- En rouge et noir
- L'Enfant
- Sauvez-moi
- La Bête libre
- Y'a des bons...
- J'accuse
- Carolyne
- Bébé rock
- Shakespeare
- Angela (L'art des femmes)
- Au nom des rois
- C'est pas normal
- Côté H, côté Clean
- Désir d'insolence
- Chimène
- On a Summer Day
- Un air d'Argentine
- Be West
- Plus jamais
- Maudit
- Les Dimanches
- Reste
- Reste (2.0.)
- Ma photo dans les gares
- Pour toi j'ai tort
- Rebelle
- La Jupe
- Accélère
- Slash & moi
- Bon voyage
- Le Cœur volcan
- J'avance
- Cruel
- Ecris-moi
- Annabelle
- Le Manque
- Nature morte
- Lettre à mon père
- Je passe
- Dernière song
- Qu'est-ce qu'on attend
- Les fleurs
- Les fleurs RMX
- Mississippi River
- Nous
- Les vieux amants

## Publications
- 2016 : Ma vie est une pomme, Éditions Michel Lafon (ISBN 2749928583)
- 2018 : Rue des songes, Amazon (ISBN 978-1980206293)
- 2019 : Réminiscences, Flammarion (ISBN 2081477998)
- 2019 : Hugo - Vegan en herbe, Amazon  (ISBN 978-1707066483)
- 2020 : Dans la peau d'une Blanche Neige, Amazon  (ISBN 979-8630352996)
- 2020 : L'éveil, Éditions Michel Lafon  (ISBN 978-2749944593)
- 2021 : Sans poème - Le livre de tous mes textes, Amestad Productions  (ISBN 979-8780887492)
- 2022 : Générations vegan - Le livre pour tous les apprentis vegan", (recettes de Christopher Mas), Hugo New Life (ISBN 978-2755682748)

## Distinctions

### Récompenses
- Victoire de la Musique : Victoire de la révélation variétés féminine 1985.
- Victoire de la Musique : Victoire de l'artiste interprète féminine 1985.
- Victoire de la Musique : Victoire de la pochette de disques 1986[28].

### Nominations
- Nominations aux Victoire de la musique 1986 :
  - Artiste interprète féminine
  - Chanson de l’année En rouge et noir.